# Cameron Guerin
Cameron Jaylynn Guerin (ur. 5 kwietnia 2000) – amerykańska zapaśniczka walcząca w stylu wolnym. Brązowa medalistka mistrzostw panamerykańskich w 2021. Mistrzyni panamerykańska juniorów w 2018 roku.
Zawodniczka Davis High School w Yakima.